# Połowećke (obwód żytomierski)
Połowećke (ukr. Половецьке, hist. pol. Połowieck) – wieś na Ukrainie, w obwodzie żytomierskim, w rejonie berdyczowskim, w hromadzie Hryszkiwci. W 2024 liczyła 680 mieszkańców, 680 wskazało jako ojczysty język ukraiński.